# Asclepias emoryi
Asclepias emoryi är en oleanderväxtart som först beskrevs av Edward Lee Greene, och fick sitt nu gällande namn av Ivar Frederick Tidestrøm. Asclepias emoryi ingår i släktet sidenörter, och familjen oleanderväxter. Inga underarter finns listade i Catalogue of Life.